# Premio al coraje civil de la SAC
El Premio al Coraje Civil  es un reconocimiento que la Central de Trabajadores SAC de Suecia otorga en memoria del activista sindical Björn Söderberg, quien fue asesinado el 12 de octubre de 1999. El premio es entregado a personas que muestran coraje y reaccionan frente a las injusticias en su lugar de trabajo.
Este reconocimiento fue entregado por primera vez el 12 de octubre de 2000, y en ese mismo día posteriormente. El 12 de octubre es declarada por la SAC "día del coraje civil".

## Premios
- 2000: Amanuel Asmelash por su lucha antirracista en su lugar de trabajo.[1]
- 2001: Fredrik Pettersson por su lucha contra la desinformación racista en su escuela y por su lucha en pos de un buen ambiente escolar.[2]
- 2002: Carteros en Mölndal por luchar contra la propaganda nazi.[3]
- 2004: Anita Noorai Aggarwal por su trabajo solidario con los trabajadores indocumentados.[4]
- 2005: Lina Billberg por su lucha antisexista en su lugar de trabajo.[5]
- 2007: Amalia Álvarez por su larga lucha antirracista y contra el acoso sexual en su lugar de trabajo.[6]
- 2008: Niklas Svenlin por su lucha antisexista en su lugar de trabajo.[7][8]
- 2011, Linda Moestam
- 2012, Warrent Lorena
- 2013, Iraj Yekerusta
- 2014, Daria Bogdanska
- 2017, Lisen Brunberg
- 2018, Daniel Asplund

[actualizar]